# هاري كين
هاري إدوارد كين (بالإنجليزية: Harry Edward Kane؛ مواليد 28 يوليو 1993) هو لاعب كرة قدم إنجليزي يلعب مهاجمًا لنادي بايرن ميونخ في الدوري الألماني والمنتخب الإنجليزي. يُعتبر كين أحد أفضل المهاجمين في العالم، وهو معروف بسجله التهديفي الغزير وقدرته على ربط اللعب.
ولد كين ونشأ في حي والثام فورست بلندن، وبدأ مسيرته المهنية في توتنهام هوتسبير، حيث تمت ترقيته إلى الفريق الأول في عام 2009، في سن 16 عامًا، بعد تقدم سريع من خلال أكاديمية شباب الفريق، وأُعير عدة مرات إلى أندية عبر هرم كرة القدم الإنجليزية، بما في ذلك ليتون أورينت، وميلوول، وليستر سيتي، ونورويتش سيتي. بدأت مشاركة كين في توتنهام تتزايد بعد وصول ماوريسيو بوتشيتينو كمدرب رئيسي في عام 2014. في أول موسم كامل له مع النادي، سجل كين 31 هدفًا في جميع المسابقات، وكان ثاني أفضل هداف في الدوري الإنجليزي الممتاز، وتم اختياره لجائزة أفضل لاعب شاب في إنجلترا.
في مواسم 2015–16، و2016–17 و2020–21، أنهى كين الموسم وهو متصدر قائمة هدافي الدوري. في موسم 2016–17، ساعد توتنهام في إنهاء الموسم كوصيف للدوري وفاز بجائزة لاعب العام من مشجعي اتحاد لاعبي كرة القدم المحترفين. سجل كين أعلى حصيلة من الأهداف حتى الآن في موسم 2017–18، حيث سجل 41 هدفًا في 48 مباراة عبر جميع المسابقات، وفي الموسم التالي، أنهى دوري أبطال أوروبا كوصيف. في فبراير 2021، أصبح ثاني أفضل هداف في تاريخ توتنهام في المسابقات الرسمية.
سجل كين 37 هدفا في 59 مباراة مع إنجلترا. شارك وسجل أهدافًا في كل مستوى من مستويات الشباب. سجل هدف في أول مشاركة دولية له في 27 مارس 2015، وبعمر 21 عامًا، حيث شارك كين وسجل هدفاً خلال تصفيات إنجلترا الناجحة لبطولة أمم أوروبا 2016، ومثّل منتخب بلاده في البطولة نفسها. أصبح قائد المنتخب من مايو 2018، قبل كأس العالم 2018. في تلك البطولة، قاد كين إنجلترا إلى المركز الرابع، وهو أعلى إنجاز لها منذ عام 1990. كما أنهى كأس العالم كهداف، وفاز بالحذاء الذهبي.

## النشأة
ولد كين في والثامستو بلندن لأبوين كيم وباتريك كين ولديها أخ أكبر هو تشارلي.  لديه أصول أيرلندية من جانب والده الذي يعود إلى غالواي. انتقلت العائلة إلى شينجفورد حيث التحق كين بأكاديمية لاركسوود الابتدائية حتى عام 2004، تليها مدرسة مؤسسة تشينغفورد (درس فيها أيضًا ديفيد بيكهام) لعب كرة القدم منذ صغره، وانضم إلى نادٍ محلي، ريدجواي روفرز، عندما كان في السادسة من عمره عام 1999. تحدث كين عن كرة القدم في العائلة قائلًا:
| « | أعتقد أن الجينات الرياضية تأتي من جانب والدتي في الأسرة على الرغم من أن الموضوع هو نقاش ساخن في أسرة كين. ربما لا يحب أبي أن أقول ذلك، لكنني أعتقد أن جدي إريك من جانب أمي كان لاعب كرة قدم جيد، ولعب بمستوى لائق. | » |

وقال كين أيضًا: «معظم أفراد عائلتي كانوا من مشجعي توتنهام وقد نشأت على بعد 15 دقيقة من الأرض، لذلك كنت سأكون دائمًا من مشجعي توتنهام». قال أن تيدي شيرنغهام مهاجم توتنهام السابق كان قدوته في الطفولة، واعتبره «مهاجمًا رائعًا» ونموذجًا يحتذى به بقدرته على دخول منطقة الجزاء وتسجيل الأهداف. الأشخاص الرياضية الذي أثروا به في مرحلة الطفولة تشمل ديفيد بيكهام وجيرمين ديفو. تحدث كين أيضًا عن إعجابه بمهاجم البرازيل السابق رونالدو، مضيفًا أنه أحب مشاهدة لقطات له على يوتيوب: «لقد كان من أوائل الأشخاص الذين نظرت إليهم وفكرت، 'رائع. إنه هداف، أريد أن أصبح هدافاً».

## مسيرته الكروية

### توتنهام هوتسبير

#### 2004–10: مسيرة الشباب
كان يلعب كين في النادي المحلي ريدجواي روفرز، وانضم إلى أكاديمية أرسنال للشباب عندما كان في الثامنة من عمره. وتخلوا عنه بعد موسم واحد. صرح المدرب للنادي آنذاك أرسين فينغر في نوفمبر 2015 أنه شعر بخيبة أمل بسبب تخليهم عن كين. كما كان لديه تجربة في توتنهام هوتسبير لكنه لم يكن ناجحًا في البداية. عاد بعدها إلى ناديه القديم، وفي عام 2004، انضم إلى أكاديمية واتفورد في تجربة لمدة 4–6 أسابيع قبل أن يحصل على فرصة أخرى في توتنهام في سن الحادية عشرة. لعب لأول مرة مع توتنهام في خط وسط، ثم كلاعب خط الوسط المهاجم.
في أيامه الأولى في النادي، لم يبرز كلاعب لأنه لم يكن كبيراً ولم يكن سريعًا، ولكن الذين عملوا معه في النادي لاحظوا رغبته المستمرة في تحسين مستواه في مختلف الجوانب. في موسم 2008–09، لعب في فريق توتنهام تحت 16 سنة الذي تنافس في بطولة كوبا شيفاس في المكسيك، وبطولة بيلينزونا في سويسرا، وسجل ثلاثة أهداف. في يوليو 2009، وفي يوم عيد ميلاده السادس عشر، وقع عقد مع توتنهام.
في موسم 2009–10، لعب كين 22 مباراة مع فريق توتنهام تحت 18 سنة، وسجل 18 هدف. ظهر كين على مقاعد البدلاء في الفريق الأول مرتين خلال موسم 2009–10. وفاز الفريق في كلتا المباراتين وكانتا في الكؤوس المحلية: أحد المباريات كانت في كأس رابطة الأندية الإنجليزية المحترفة ضد إيفرتون يوم 27 أكتوبر 2009، والآخرى في مباراة الدور الرابع من كأس الاتحاد الإنجليزي ضد بولتون واندررز في 24 فبراير 2010. وقع عقده الاحترافي الأول مع النادي في يوليو 2010.

#### 2010–14: فترات الإعارة في جميع أنحاء إنجلترا
وقع أول عقد احترافي له مع النادي في يوليو 2010. في 7 يناير 2011، انتقل كين إلى ليتون أورينت على سبيل الإعارة حتى نهاية موسم 2010–11. كان المدرب راسل سليد «سعيدًا» لدى وصوله، وقال: «أنا متأكد من أنه سيكون له تأثيرًا معنا خلال الأشهر المقبلة». شارك لأول مرة مع فريق أورينت في 15 يناير، حيث دخل كبديل لسكوت ماكجليش في الدقيقة 73 من مباراة التعادل 1–1 أمام روتشديل. بعد أسبوع، سجل كين أول هدف له مع الفريق الأول ضد شيفيلد وينزداي. وقال سليد أنه «مسرور» لأن كين سجل هدف في أول مباراة له في الدوري. في 12 فبراير، سجل هدفين في مباراة الفوز 4–1 على بريستول روفيرز، بعد أن دخل كبديل لمقليش في الدقيقة 70. أنهى الموسم بتسجيله خمسة أهداف في 18 مباراة.

#### 2014–15: جائزة أفضل لاعب شاب

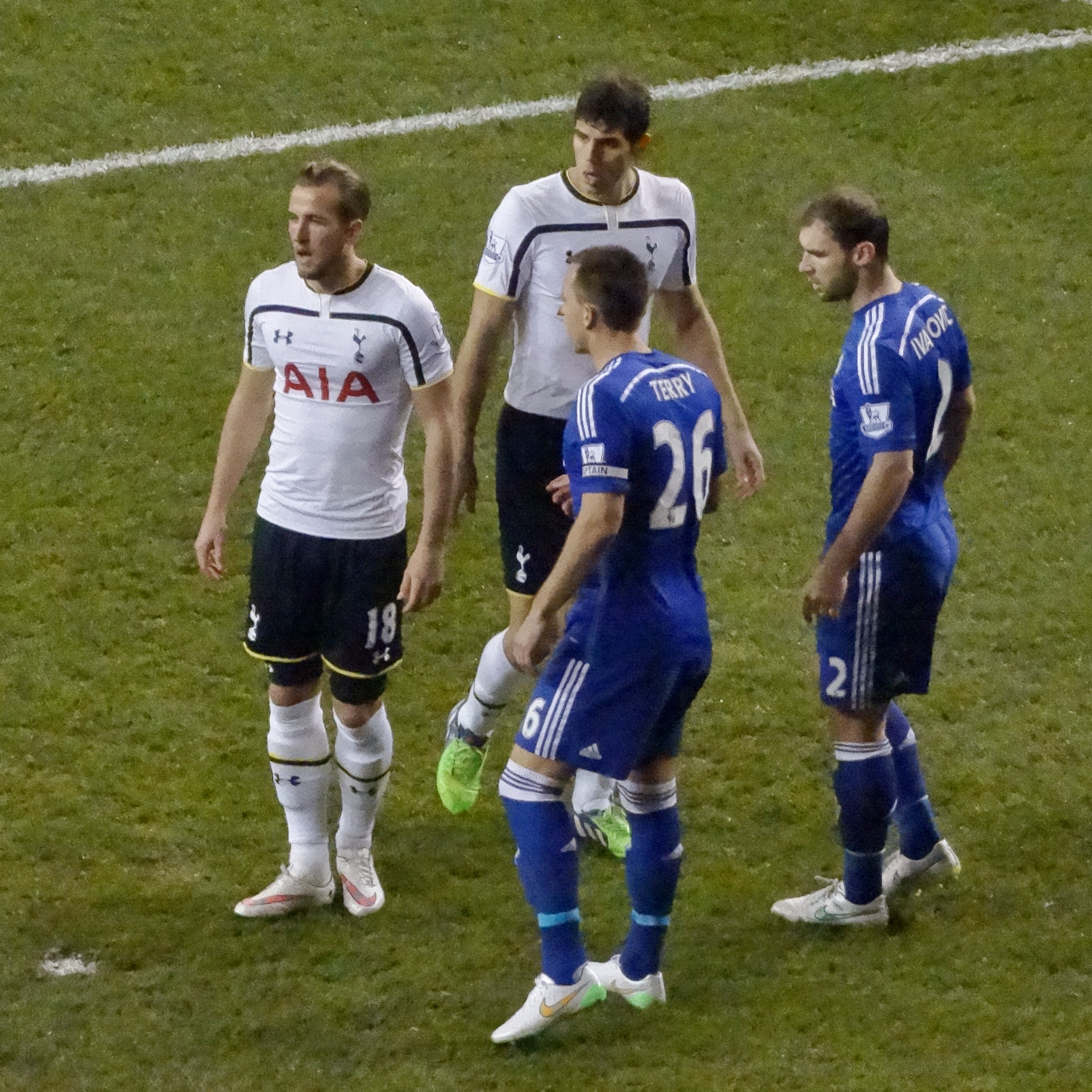
كين (في يسار) يلعب مع توتنهام هوتسبير ضد تشيلسي في عام 2015. وسجل كين هدفين في فوز توتنهام 5–3.

شارك كين لأول مرة في موسم 2014–15 كبديل ضد وست هام في المباراة الافتتاحية لموسم الدوري الإنجليزي الممتاز، حيث صنع هدف الفوز في المباراة الذي سجله إيريك داير. سجل في كلتا المباراتين ضد الخصم القبرصي أيل ليماسول في مباريات تصفيات توتنهام بالدوري الأوروبي، وسجل هدف الفوز في الدقيقة 80 في مباراة الذهاب، وافتتح التسجيل في مباراة الإياب 3–0 بعد إهداره لركلة جزاء. سجل هدفًا متأخرًا ضد نوتينغهام فورست في كأس الرابطة ليحقق الفوز 3–1 لتوتنهام في 24 سبتمبر 2014. في 23 أكتوبر 2014، سجل كين أول هاتريك احترافية له مع توتنهام في الفوز 5–1 على أستيراس تريبوليس. في مرحلة المجموعات من الدوري الأوروبي. اضطر كين للعب كحارس المرمى في الدقائق الثلاث الأخيرة، بعد طرد هوغو لوريس مع عدم وجود أي تبديلات متبقية، ودخل هدف في شباكه عندما أسقط ركلة حرة من خيرونيمو باراليس.
في 2 نوفمبر 2014، دخل كين كبديل في الشوط الثاني في فوز توتنهام 2–1 على أستون فيلا وسجل هدفه الأول في الدوري الإنجليزي الممتاز هذا الموسم للفوز بالمباراة في الدقيقة 90. بعد أسبوع، تم اختيار كين في التشكيلة الأساسية لتوتنهام للمرة الأولى في موسم الدوري الإنجليزي، حيث خسر الفريق 2–1 على أرضه أمام ستوك سيتي. احتفظ بمكانه الأساسي في التشكيلة في فوز توتنهام 2–1 خارج ملعبه على هال سيتي في 23 نوفمبر، وسجل هدف التعادل للفريق. بين 14 و 26 ديسمبر، سجل كين في ثلاثة انتصارات متتالية 2–1 لتوتنهام، ضد سوانزي سيتي، وبيرنلي وليستر سيتي على التوالي. في 1 يناير 2015، سجل كين هدفين وتحصّل على ركلة جزاء حيث تغلب توتنهام على منافسهم ومتصدر الدوري تشيلسي 5–3، وسجل هدفين آخرين في الفوز 3–0 خارج أرضه ضد وست بروميتش ألبيون في 31 يناير، بما في ذلك واحدة من ركلة جزاء. صنع كين هدف التعادل المتأخر لكريستيان إريكسن ضد شيفيلد يونايتد في 28 يناير 2015، وهو الهدف الذي منح توتنهام التأهل إلى نهائي كأس الرابطة 2015. أدى أدائه إلى حصوله على جائزة لاعب الشهر في الدوري الإنجليزي الممتاز يناير 2015.
في 2 فبراير 2015، وقع كين عقدًا جديدًا مدته خمس سنوات ونصف مع النادي. بعد خمسة أيام، سجل هدفي توتنهام عندما عادوا من الخلف ليهزموا أرسنال في ديربي شمال لندن، هدفيه 21 و22 هذا الموسم في جميع المسابقات. بعد تسجيله في مرمى أرسنال وليفربول ووست هام يونايتد، اُختير كين مرة أخرى كأفضل لاعب في الدوري الإنجليزي لشهر فبراير 2015، ليصبح رابع لاعب يفوز بالجائزة في أشهر متتالية. خسر توتنهام نهائي كأس الرابطة 2–0 أمام تشيلسي في 1 مارس 2015، والذي وصفه كين بأنه «أسوأ شعور في العالم». بعد عشرين يومًا، سجل أول هاتريك له في الدوري الإنجليزي الممتاز في الفوز 4–3 على أرضه أمام ناديه المعار إليه سابقًا ليستر؛ هذا أوصله إلى 19 هدفًا في الدوري هذا الموسم، مما جعله في صدارة هدافي الدوري.
في 5 أبريل، أصبح كين قائد توتنهام للمرة الأولى في مباراة التعادل 0–0 مع بيرنلي على ملعب تورف مور. بعد أسبوعين، سجل هدفه الثلاثين هذا الموسم في الفوز 3–1 على نيوكاسل يونايتد في سانت جيمس بارك، مما جعله أول لاعب في توتنهام يصل إلى هذا الإنجاز منذ غاري لينيكر في 1991–92. في وقت لاحق من ذلك الشهر، تم إدراجه كواحد من اثنين من المهاجمين في فريق العام من اتحاد لاعبي كرة القدم المحترفين، إلى جانب دييغو كوستا لاعب تشيلسي. كما حصل على جائزة أفضل لاعب شاب في إنجلترا. في 24 مايو 2015، برأسه من عرضية إيريك داير سجل الهدف الوحيد للفوز خارج أرضه على إيفرتون في اليوم الأخير من الموسم ليحصل على المركز الخامس لتوتنهام، وبالتالي تأهلهم إلى مرحلة المجموعات في الدوري الأوروبي للموسم التالي. كان هدفه الحادي والعشرون في موسم الدوري، معادلاً الرقم القياسي في الدوري الإنجليزي الممتاز إلى جانب تيدي شيرنغهام ويورغن كلينسمان وغاريث بيل. في نهاية الموسم، لاحظ كين أنه فعل في الموسم الواحد أكثر مما كان يتوقع أن يفعله طوال مسيرته المهنية.

#### 2015–16: هداف الدوري الإنجليزي الممتاز

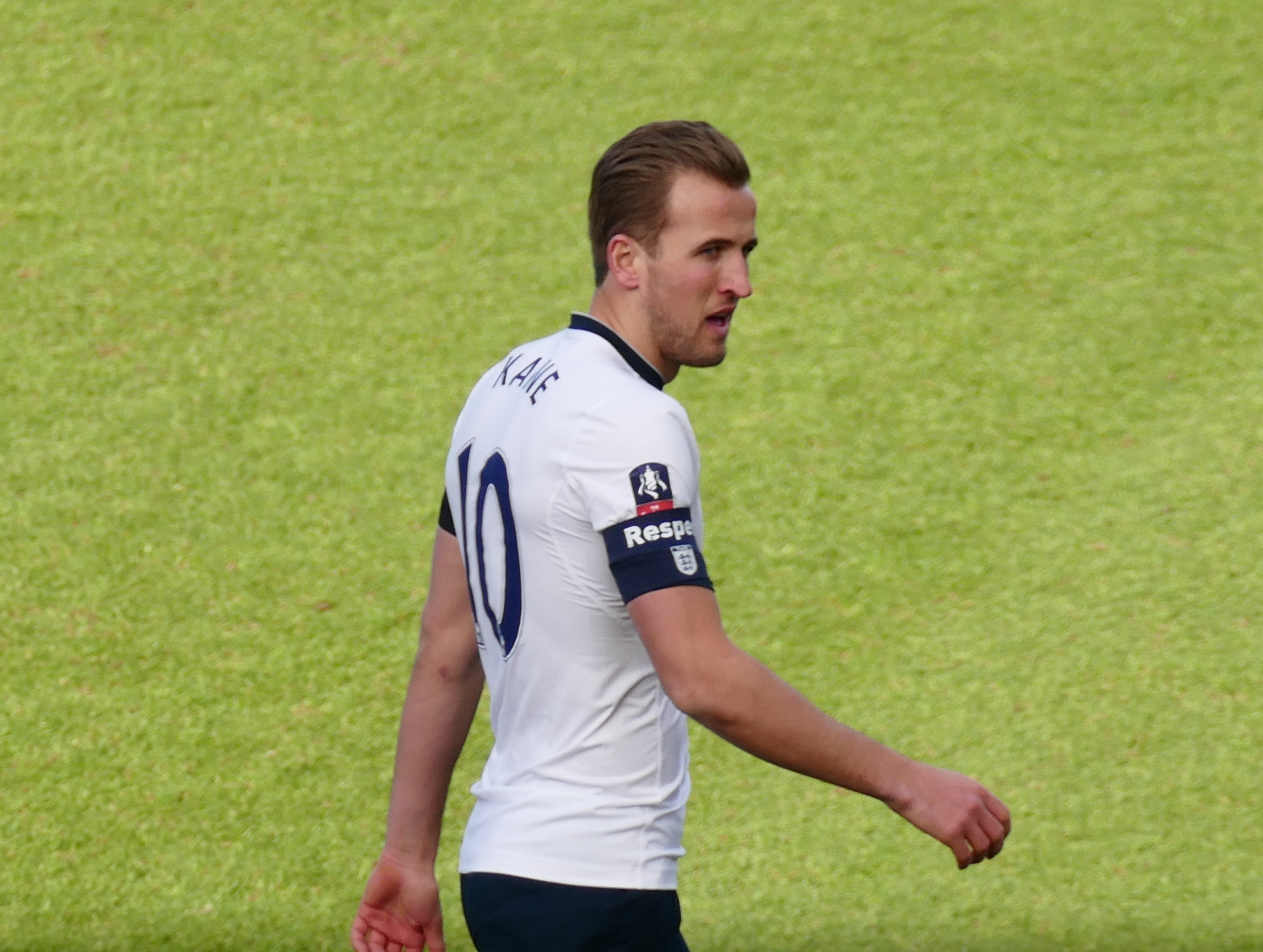
كين قاد توتنهام في 2016. وارتدى القميص رقم 10 في بداية موسم 2015–16

في جولة توتنهام التحضيرية للموسم الجديد في أستراليا، اجتذب كين العديد من الجماهير أثناء زيارته لمركز ويستفيلد سيدني للتسوق، مما أدى إلى إرسال النادي حافلة صغيرة لمرافقته بعيدًا. في 29 يوليو 2015، كان توتنهام ضيفًا في مباراة ضد نجوم الدوري الأمريكي على ملعب حديقة ديك للسلع الرياضية في كوميرك سيتي، كولورادو. خسروا 2–1، حيث سجل كين هدف توتنهام في الدقيقة 37 بعد تفوقه في تحدي أمام عمر غونزاليس، وتم استبداله لاحقًا في الدقيقة 77.
تم تغيير رقم كين في الفريق من 18 إلى 10، والذي كان يرتديه سابقًا إيمانويل أديبايور. في مقابلة مع ديلي تلغراف، قال إنه غير الرقم «ليصبح أسطورة في النادي». مع طرح أديبايور وروبيرتو سولدادو للبيع، بدأ الموسم بصفته المهاجم الوحيد للنادي، وقائد الفريق الثالث خلف هوغو لوريس ويان فيرتونغن. بعد جفاف دام 748 دقيقة، سجل هدفه الأول هذا الموسم في 26 سبتمبر 2015 عندما عاد توتنهام من الخلف ليهزم المتصدر مانشستر سيتي 4–1. بعد ثمانية أيام، سجل هدفًا في مرماه من ركلة ركنية نفذها جونجو شيلفي ضد سوانزي سيتي، لكن توتنهام قاتل مرة أخرى حتى تعادل 2–2.
في 25 أكتوبر 2015، سجل كين هاتريك، بما في ذلك ركلة جزاء تسبب بها بنفسه، حيث عاد توتنهام من تلقي شباكه هدفًا في الدقيقة الأولى ليفوز 5–1 خارج ملعبه على بورنموث في دين كورت. بعد ثمانية أيام، سجل هدفه الخامس هذا الموسم وهو الهدف الأخير في الفوز 3–1 على أرضه أمام أستون فيلا. في 8 نوفمبر 2015، أعطى توتنهام تقدمًا في الشوط الأول ضد أرسنال على ملعب الإمارات، وكان ذلك في التعادل 1–1. هذا الهدف في مرمى بيتر تشيك كان من اللمسة الأولى لتمريرة داني روز الطويلة.
بعد ثمانية عشر يومًا من ذلك، سجل هدفه التاسع في ست مباريات، والوحيد من مباراة خارج أرضه ضد قره باغ، وتأهل توتنهام إلى مراحل خروج المغلوب من الدوري الأوروبي. في 19 ديسمبر 2015، شارك كين في المباراة رقم 100 مع النادي فيال فوز 2–0 خارج أرضه على ساوثهامبتون، وسجل هدفه العاشر في آخر 10 مباريات. بعد أسبوع، أضاف هدفين آخرين في الفوز 3–0 على نورويتش سيتي، ليصل إلى هدفه رقم 27 في الدوري الإنجليزي الممتاز لعام 2015، محطمًا الرقم القياسي للنادي الذي كان يحمله شيرنغهام. في 10 يناير 2016، سجل هدفه الخمسين مع توتنهام في مباراة التعادل 2–2 ضد ليستر في الجولة الثالثة من كأس الاتحاد الإنجليزي.
كان كين هو لاعب الشهر في الدوري الإنجليزي الممتاز للمرة الثالثة في مارس 2016، بعد تسجيله خمسة أهداف في أربع مباريات، بما في ذلك هدف في ديربي شمال لندن. بعد تسجيل هدفه 22 في الدوري هذا الموسم في التعادل 1–1 ضد ليفربول على ملعب أنفيلد في 2 أبريل، أصبح كين أفضل هداف للنادي في موسم واحد من الدوري الإنجليزي الممتاز، مع بقاء ست مباريات من الموسم.
أنهى كين الموسم بفوزه بجائزة الحذاء الذهبي في الدوري الإنجليزي الممتاز، حيث أنهى الموسم متقدمًا بهدفًا واحدًا على سيرخيو أغويرو وجيمي فاردي برصيد 25 هدفًا. تم اختياره في فريق العام من اتحاد لاعبي كرة القدم المحترفين للموسم الثاني على التوالي، حيث ساعد توتنهام في الوصول إلى المركز الثالث، والتأهل لدوري أبطال أوروبا.

#### 2016–17: وصيف الدوري والحذاء الذهبي الثاني

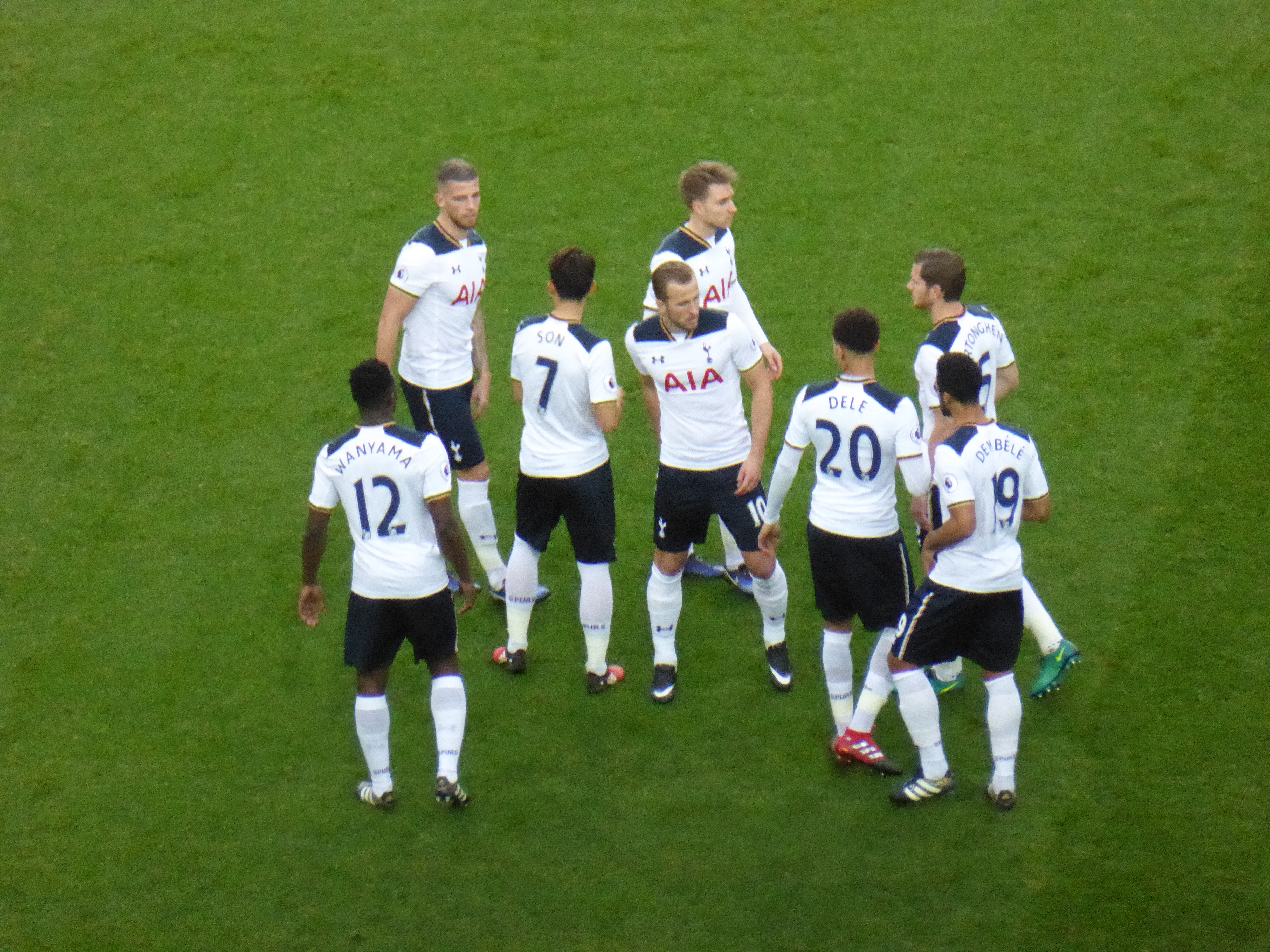
كين (في وسط) مع زملائه في توتنهام قبل مباراة في الدوري الإنجليزي الممتاز ضد مانشستر يونايتد في أولد ترافورد، ديسمبر 2016

في غياب هوغو لوريس، قاد كين توتنهام في المباراة الافتتاحية على أرضه لموسم 2016–17، وصنع هدف الفوز لفيكتور ونياما في فوز توتنهام على كريستال بالاس 1–0 في ديربي لندن في وايت هارت لين. افتتح رصيده التهديفي  في الجولة الرابعة من موسم الدوري الإنجليزي الممتاز، حيث سجل الهدف الأخير في الفوز 4–0 خارج ملعبه على ستوك سيتي.
في 14 سبتمبر 2016، شارك كين لأول مرة في دوري أبطال أوروبا في خسارة توتنهام 2–1 أمام موناكو على ملعب ويمبلي. بعد أربعة أيام، سجل هدف الفوز ضد سندرلاند في الدوري الإنجليزي الممتاز، لكن كان لا بد من مساعدته خارج الملعب بعد التواء كاحله الأيمن بعد تدخل بابي دجيلوبودجي عليه. أشارت التقارير إلى أن أربطة كاحل كين قد تضررت، مما يعني أنه سيُستبعد لمدة ستة إلى ثمانية أسابيع. بعد غيابه عن خمس مباريات في الدوري وثلاث مباريات في مرحلة المجموعات بدوري أبطال أوروبا، عاد كين ضد غريمه أرسنال في 6 نوفمبر، وسجل من ركلة جزاء ليدرك التعادل 1–1. في 22 نوفمبر، سجل هدفه الأول في دوري أبطال أوروبا في مباراة الإياب ضد موناكو في ملعب لويس الثاني، وهي المباراة التي شهدت إقصاء توتنهام من المسابقة بخسارة 2–1.
في 1 ديسمبر 2016، وقع كين عقدًا جديدًا مع توتنهام، يبقيه في النادي حتى عام 2022. في 1 يناير 2017، لعب مباراته رقم 100 في الدوري الإنجليزي الممتاز، وسجل أول هدف في الدوري الممتاز للعام الجديد ضد واتفورد في الدقيقة 27، الذي مدده بهدفين بعد تسجيله مرة أخرى في الدقيقة 33. في أول مباراة له بعد ولادة ابنته، سجل كين هاتريك في الفوز 4–0 على وست بروميتش في 14 يناير. في الجولة الخامسة من كأس الاتحاد الإنجليزي 2016–17 في 19 فبراير 2017، سجل كين جميع الأهداف الثلاثة حيث فاز توتنهام على فولهام 3–0. وهذا يعني هاتريك للمرة الخامسة في مسيرته، والثانية له في عام 2017. في 26 فبراير 2017، سجل كين مرة أخرى هاتريك في فوز توتنهام على ستوك 4–0، والهاتريك الثالث في تسع مباريات، والثاني على التوالي في المباريات المحلية. كان أول هذه الأهداف هو رقم 100 له في كرة القدم للأندية. حصل على لقب أفضل لاعب في الشهر للمرة الرابعة في مسيرته في فبراير 2017.
في مارس 2017، أصيب في كاحله في مباراة كأس الاتحاد الإنجليزي ضد ميلوول. في 15 أبريل، سجل كين هدفه العشرين في الدوري الإنجليزي الممتاز هذا الموسم ضد بورنموث في أول انطلاقة له منذ شهر بعد عودته من الإصابة. جعله هذا رابع لاعب في تاريخ الدوري الإنجليزي الممتاز يصل إلى 20 هدفًا في ثلاثة مواسم متتالية، بعد آلان شيرر وتييري هنري ورود فان نيستلروي.
في 20 أبريل، تم اختيار كين في فريق العام من اتحاد لاعبي كرة القدم المحترفين للموسم الثالث على التوالي. تم إدراجه أيضًا في القوائم المختصرة للاعبين الستة لجائزة أفضل لاعب في إنجلترا وجائزة أفضل لاعب شاب في إنجلترا. بعد يومين، سجل في خسارة توتنهام في نصف نهائي كأس الاتحاد الإنجليزي 4–2 أمام تشيلسي على ملعب ويمبلي. في المباراة الأخيرة على ملعب وايت هارت لين في 14 مايو، سجل هاري كين هدف في مباراة الفوز 2–0 على مانشستر يونايتد  2–1. مع بقاء مباراتين على نهاية الموسم، سجل كين 22 هدفًا، أي أقل بهدفين من روميلو لوكاكو. مع تسجيله لسبعة أهداف مجتمعة في المباراتين الأخيرين، الفوز 6–1 على حامل اللقب ليستر سيتي و7–1 على هال سيتي، أنهى كين الموسم كهداف الدوري الإنجليزي الممتاز برصيد 29 هدفًا، وبالتالي فاز بالحذاء الذهبي الثاني على التوالي، ليصبح خامس لاعب يفعل ذلك.

#### 2017–18: سنة تحطيم الرقم القياسي

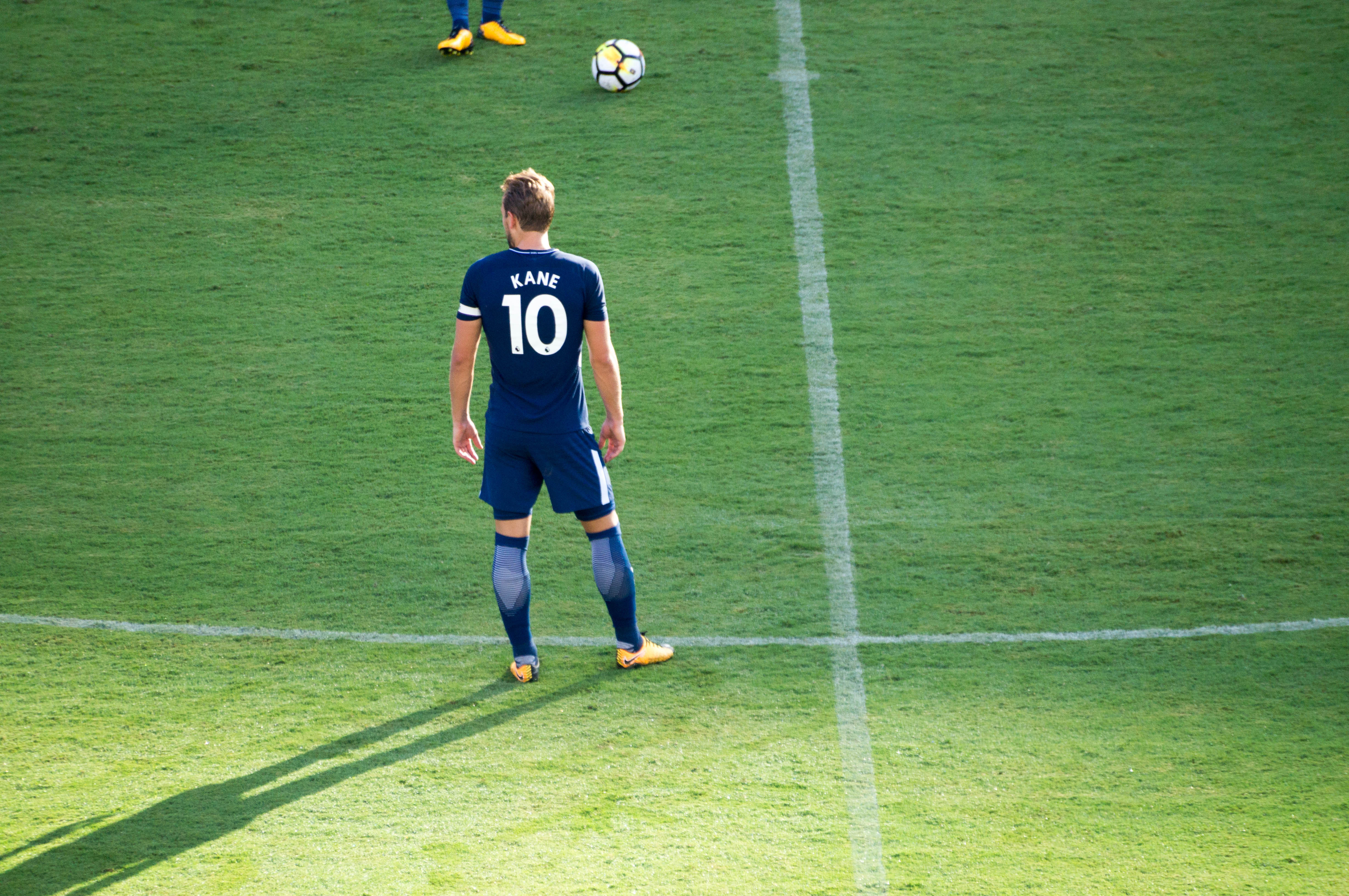
كين خلال مباراة ما قبل الموسم لتوتنهام على ملعب نيسان في ناشفيل، تينيسي، يوليو 2017

بعد عدم هزه للشباك في أول ثلاث مباريات لتوتنهام، سجل كين ثنائية في ثلاث من مبارياته الأربع التالية للنادي في جميع المسابقات. كان هدفه الافتتاحي ضد إيفرتون في 9 سبتمبر وهو هدفه رقم 100 مع النادي، حيث جاء في مباراته رقم 169. في 26 سبتمبر، سجل كين أول هاتريك له في دوري أبطال أوروبا في مباراة الفوز 3–0 في مرحلة المجموعات ضد بطل قبرص أبويل. حصل على جائزة لاعب الشهر في الدوري الإنجليزي الممتاز للمرة الخامسة في سبتمبر 2017 – حيث سجل 13 هدفًا في 10 مباريات مع النادي والمنتخب – كأفضل حصيلة تهديفية في شهر واحد في مسيرته.
في 23 ديسمبر، عادل كين الرقم القياسي لآلان شيرر الذي سجل 36 هدفًا في الدوري الإنجليزي الممتاز في السنة التقويمية، بعد أن سجل هاتريك في الفوز 0–3 خارج ملعبه على بيرنلي. وتجاوز الرقم القياسي المسجل باسم شيرر في المباراة التالية بهاتريك آخر في الفوز 5–2 على أرضه ضد ساوثهامبتون، منهيا السنة التقويمية برصيد 39 هدفا في الدوري الإنجليزي الممتاز. الهاتريك السادسة له هذا العام في الدوري الإنجليزي الممتاز (الثامن في جميع المسابقات)، جعله أيضًا أول لاعب في تاريخ الدوري الإنجليزي الممتاز يسجل ست هاتريك في عام واحد. مع إجمالي 56 هدفًا تم تسجيله في جميع المسابقات لهذا العام، أصبح أيضًا أفضل هداف في أوروبا لعام 2017، وكسر هيمنة كريستيانو رونالدو وليونيل ميسي على مدار سبع سنوات كأفضل هدافي أوروبا في عام تقويمي واحد.
في يناير 2018، سجل هدفين في الفوز 4–0 على أرضه ضد إيفرتون، وأصبح أفضل هدافي توتنهام في عصر الدوري الإنجليزي الممتاز، محطمًا الرقم القياسي الذي سجله تيدي شيرنغهام بـ97 هدفًا في الدوري الإنجليزي الممتاز مع النادي. في 4 فبراير، سجل كين ركلة جزاء في الوقت الإضافي في مباراة التعادل 2–2 مع ليفربول على ملعب أنفيلد ليصل إلى هدفه رقم 100 في الدوري الإنجليزي الممتاز؛ سجل 100 هدف في الدوري الإنجليزي الممتاز بـ141 مباراة، لأحد يملك سجل أفضل منه سوى آلان شيرر 124. تم اختياره في فريق العام من اتحاد لاعبي كرة القدم المحترفين للموسم الرابع على التوالي في أبريل 2018، إلى جانب المهاجمين محمد صلاح وسيرخيو أغويرو. في 8 يونيو، وقع كين عقدًا جديدًا يبقيه في النادي حتى عام 2024.

#### 2018–2020: وصيف بطل دوري أبطال أوروبا والإصابات
بدأ كين المباراة الافتتاحية لموسم 2018–19 ضد نيوكاسل يونايتد دون أن يسجل أي هدف، قبل أن يفتح سجله التهديفي ضد فولهام في نهاية الأسبوع التالي. وبذلك أنهى النحس بالفشل في تسجيل هدف في الدوري الإنجليزي الممتاز في شهر أغسطس. كما سجل لأول مرة على ملعب أولد ترافورد في المباراة التالية حيث فاز توتنهام 3–0 في ما كان ثالث فوز لهم خارج أرضه ضد مانشستر يونايتد منذ عام 1992، وكذلك أكبر فوز خارج أرضهم ضد النادي منذ 46 عامًا. سجل الهدف الافتتاحي ضد كارديف سيتي في 1 يناير 2019، وبهذا الهدف أصبح أول لاعب يسجل هدفًا ضد كل فريق واجهه في الدوري الإنجليزي الممتاز. في 13 يناير 2019، في مباراة ضد مانشستر يونايتد، أصيب كين في أربطة الكاحل في وقت متأخر من المباراة، وبالتالي غاب عن بعض المباريات الحاسمة بما في ذلك مباراة دور الستة عشر بدوري أبطال أوروبا على أرضه.
عاد إلى تشكيلة الفريق الأول في 23 فبراير 2019، في مباراة ضد بيرنلي، وتم وضعه على الفور في التشكيلة الأساسية. سجل هدف التعادل في الدقيقة 65 ليعادل النتيجة 1–1، على الرغم من أن المباراة انتهت بالهزيمة 1–2. سجل الهدف الوحيد في مباراة دور الستة عشر بدوري أبطال أوروبا خارج أرضه ضد بوروسيا دورتموند ليضمن فوزهم بنتيجة 4–0 في مجموع المباراتين والتأهل إلى ربع النهائي الثاني للنادي في دوري أبطال أوروبا. كما جعله الهدف أفضل هداف للنادي في البطولات الأوروبية برصيد 24 هدفًا. خلال مباراة الذهاب من ربع نهائي دوري أبطال أوروبا يوم 9 أبريل 2019 ضد مانشستر سيتي، تعرض مرة أخرى لإصابة في الكاحل، مما أنهى موسمه محليًا في الدوري الإنجليزي الممتاز. ومع ذلك، عاد للمشاركة في نهائي دوري أبطال أوروبا في 1 يونيو 2019، على الرغم من أن اختياره بعد إصابته أصبح موضوعًا للنقاش حيث خسر توتنهام 2–0 أمام ليفربول.
بدأ كين مباراة توتنهام الأولى في موسم 2019–20، وسجل هدفين في الفوز 3–1 على أرضه ضد أستون فيلا. كان هدف كين الأول في المباراة هو الأول له على ملعب توتنهام هوتسبير. في 1 يناير 2020، في مباراة الذهاب ضد ساوثهامبتون التي انتهت بهزيمة 1–0، عانى كين من إصابة في أوتار الركبة. تطلبت الأضرار التي لحقت بأوتار الركبة عملية جراحية أدت إلى غيابه عن المباريات لبضعة أشهر. بسبب جائحة فيروس كورونا الذي أدى إلى إيقاف مباريات الدوري، لم يلعب أي مباريات أخرى حتى 19 يونيو. في 23 يونيو، في مباراته رقم 200 في الدوري الإنجليزي الممتاز مع توتنهام، سجل هدفه الأول لعام 2020 ضد وست هام، ليحقق الفوز 2–0.

#### 2020–21: الحذاء الذهبي الثالث وصانع ألعاب الموسم
سجل كين هدفه الأول هذا الموسم في مباراة الدوري الأوروبي ضد لوكوموتيف بلوفديف، مما ساعد الفريق على الفوز 2–1 بعد طرد لاعبين من بلوفديف في وقت متأخر من الشوط الثاني. جاء هدفه الأول في الدوري لموسم 2020–21 في المباراة الثانية بالدوري بعد سلسلة من أربعة أهداف جميعها كانت من تسجيل سون هيونغ مين وصناعة كين، مما منح توتنهام الفوز 5–2 على ساوثهامبتون. هذه هي المرة الأولى في تاريخ الدوري الإنجليزي الممتاز التي يصنع فيها لاعب أربع تمريرات حاسمة لنفس زميله في إحدى المباريات وأصبح كين سادس لاعب في تاريخ الدوري الإنجليزي الممتاز يساهم في صناعة أربعة أهداف في مباراة واحدة، وأول لاعب إنجليزي يفعل ذلك.
سجل كين هاتريك في مرمى مكابي حيفا في الجولة الفاصلة للدوري الأوروبي يوم 1 أكتوبر، ليضمن التأهل لمرحلة المجموعات. في 4 أكتوبر، سجل هدفين في الفوز 6–1 خارج أرضه على مانشستر يونايتد، وهو أكبر فوز لتوتنهام على ملعب أولد ترافورد وأفضل نتيجة له ضد يونايتد منذ فوزه على أرضه في عام 1932. وسجل هدفه رقم 200 مع توتنهام في مباراته رقم 300 مع النادي في الفوز 3–1 على لودوغورتس في مرحلة المجموعات من الدوري الأوروبي. سجل كين في فوز توتنهام 2–0 على أرسنال مما جعله صاحب الرقم القياسي لأعلى هداف في تاريخ ديربي شمال لندن برصيد 11 هدفا. وكان هذا أيضًا الهدف رقم 100 لكين على أرضه مع توتنهام في جميع المسابقات، وهدفه رقم 250 مع النادي والمنتخب.
في 2 يناير 2021، سجل كين ركلة جزاء ليفتتح التسجيل وقدم فيما بعد تمريرة حاسمة خلال فوز توتنهام 3–0 على أرضه على ليدز يونايتد. أدى هذا إلى رفع عدد أهداف كين وتمريراته الحاسمة في الدوري إلى 10، مما جعله أول لاعب في الدوريات الخمس الكبرى في أوروبا يصل إلى يسجل 10+ ويصنع 10+ في موسم 2020–21. في 7 مارس، سجل هدفين ضد كريستال بالاس في فوز 4–1؛ الهدف الأخير كان من صناعة سون هيونغ مين، وهذا هو هدفهم المشترك الرابع عشر حيث صنع أحدهم هدف للآخر، وهو رقمًا قياسيًا لأكبر عدد من مجموعات الأهداف في موسم الدوري الإنجليزي الممتاز. في 23 مايو، سجل هدفًا في الفوز 4–2 على ليستر سيتي، ليبلغ هدفه 23 هذا الموسم ويفوز بجائزة الحذاء الذهبي الثالثة في مسيرته. كما فاز بجائزة أفضل صانع لعب في الدوري الإنجليزي الممتاز كأكثر لاعب مرر تمريرات حاسمة في موسم واحد، ليصبح ثالث لاعب يفوز بجائزتي الحذاء الذهبي وصانع الألعاب في نفس الموسم في تاريخ الدوري الإنجليزي الممتاز.

## مسيرته الدولية

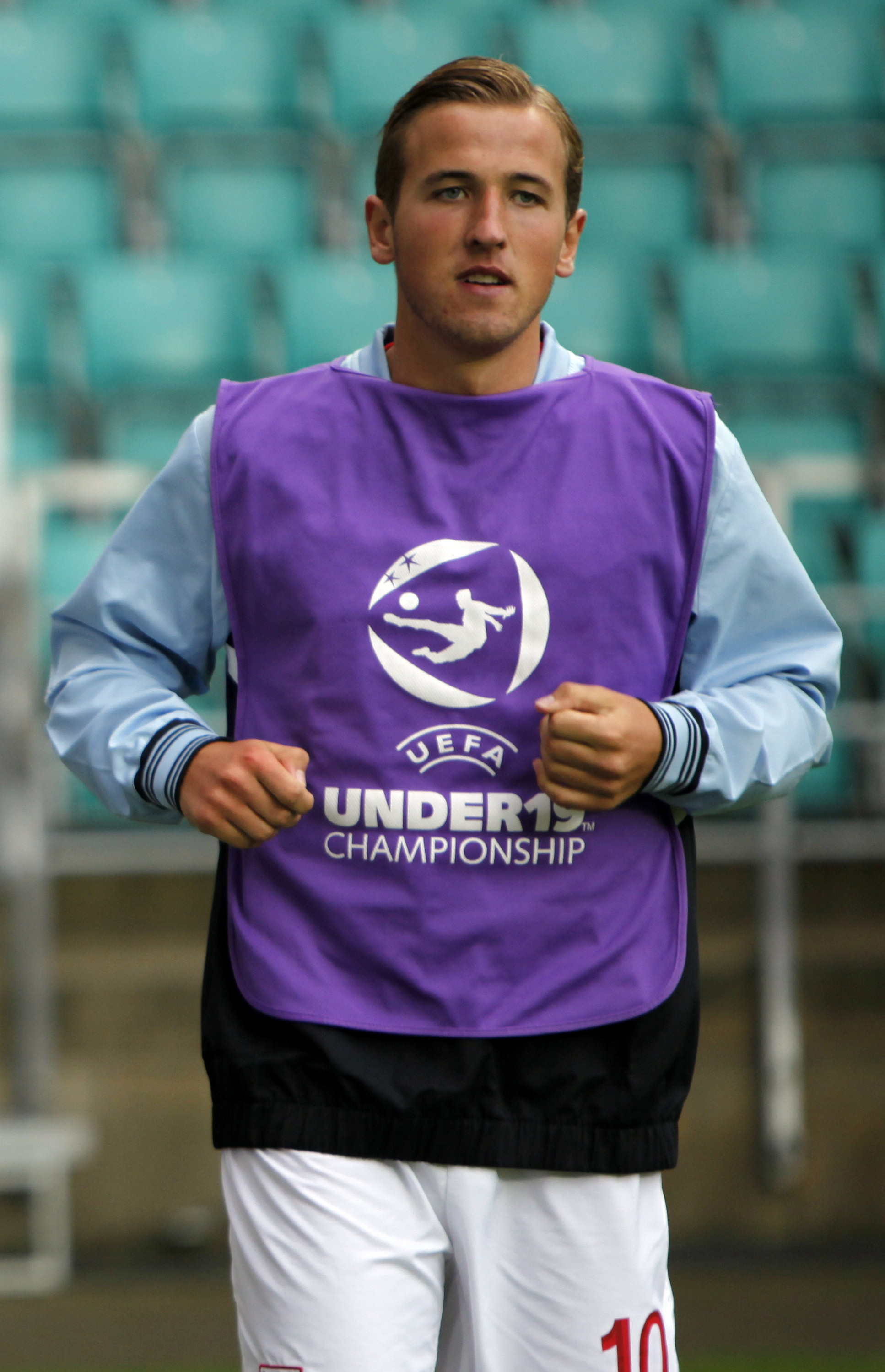
كين يقوم بالإحماء مع إنجلترا في بطولة أوروبا تحت 19 سنة 2012

### منتخب الشباب
في يناير 2010، تم استدعاء كين للعب مع منتخب إنجلترا تحت 17 في بطولة الغارف في البرتغال. غاب كين عن بطولة أوروبا تحت 17 سنة 2010 بسبب المرض، وفازت إنجلترا بالبطولة رغم غيابه. انتقل بعد ذلك إلى منتخب إنجلترا تحت 19 وسجل هدفين في مباراة الفوز 6–1 على ألبانيا في 8 أكتوبر 2010. لعب كين دورًا كبيرًا في تقدم منتخب إنجلترا تحت 19 سنة إلى الدور نصف النهائي من بطولة أوروبا تحت 19 سنة لكرة القدم 2012 في إستونيا. أحرز كين هدف الفوز أمام فرنسا في أخر مباراة في دور المجموعات ليضمن للمنتخب المرور الآمن إلى الدور نصف النهائي. في المجموع لعب كين 14 مباراة مع إنجلترا تحت 19 سنة وسجل بستة أهداف خلال تلك الفترة.
في 28 مايو 2013، تم استدعاءه لتشكيلة المدرب بيتر تايلور المكونة من 21 لاعباً كأس العالم تحت 20 سنة 2013. لعب لأول مرة في 16 يونيو، في مباراة الفوز 3–0 في مباراة ودية ضد الأوروغواي. صنع هدف لوك وليامز في المباراة الافتتاحية في المجموعات في 23 يونيو 2013 ضد العراق. ثم سجل في المباراة التالية ضد تشيلي.
في 13 أغسطس 2013، قدم كين أول مباراة له مع منتخب إنجلترا تحت 21 سنة ضد اسكتلندا. في تلك المباراة، دخل كبديل في الدقيقة 58، وفازت إنجلترا 6–0. في 10 أكتوبر، سجل هاتريك ضد سان مارينو خلال تصفيات بطولة أوروبا تحت 21 سنة. وتابع ليسجل بغزارة، مع هدفين ضد فرنسا وصل إلى 13 هدف في 12 مباراة منتخب إنجلترا تحت 21 سنة.
تم اختيار كين في تشكيلة منتخب إنجلترا تحت 21 سنة لبطولة أوروبا تحت 21 سنة لكرة القدم 2015 في التشيك، على الرغم من معارضة مدرب ناديه ماوريسيو بوتشيتينو. لعب كل الدقائق مع إنجلترا في البطولة، وتم إقصاؤهم من البطولة من دور المجموعات وخرجوا بالمركز الأخير.

### المنتخب الأول
كان كين مؤهلا لأن يلعب مع أيرلندا أيضًا من بسبب والده، الذي ولد في غالواي، ولكن في أغسطس 2014 استبعد تبديل الولاء، قائلاً إنه يريد أن يلعب مع منتخب إنجلترا الأول.

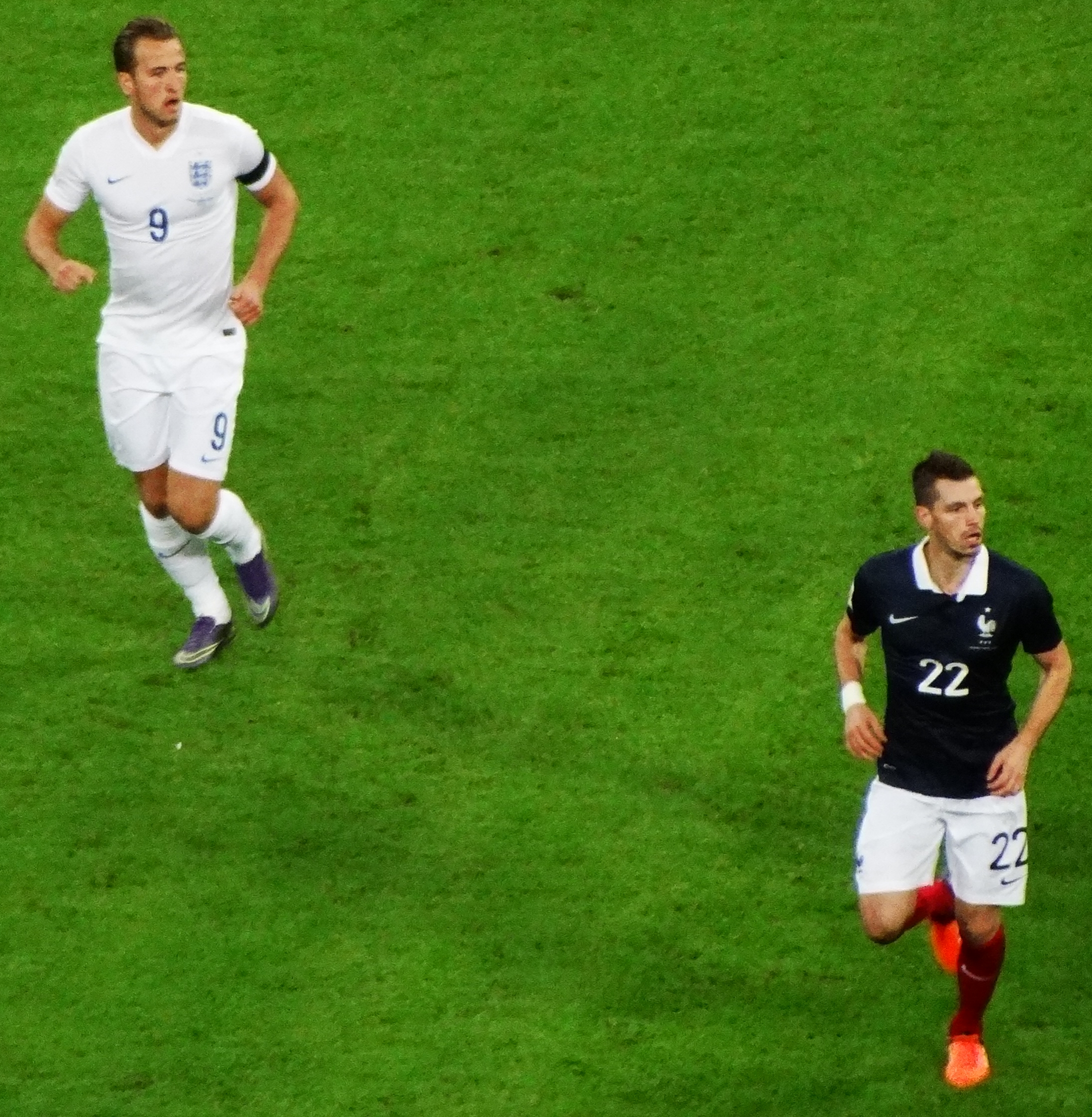
كين (بالأبيض) يلعب مع إنجلترا في 2015

بعد سلسلة من الأداء الرائع مع توتنهام وكونه ثالث أفضل هداف في الدوري الممتاز خلف دييغو كوستا وسيرخيو أغويرو برصيد 16 هدفاً في 19 مارس 2015، تم اختيار كين من قبل المدرب روي هودسون في تشكيلة إنجلترا لمواجهة ليتوانيا في تصفيات بطولة أمم أوروبا 2016 وإيطاليا في مباراة ودية. لعب أول مباراة دولية له على ملعب ويمبلي، ودخل كبديل لواين روني في الشوط الثاني من المباراة ضد ليتوانيا، وسجل بعد ثمانين ثوي فقط بضربة رأس من كرة رحيم ستيرلينغ. في 30 مارس 2015، وقبل يوم من مباراة إيطاليا، أعلن هودجسون أن كين سيلعب إلى جانب روني، ولعب الـ90 دقيقة كاملة وانتهت المباراة بالتعادل الإيجابي 1–1 على ملعب يوفنتوس.
في ظهوره التالي في 5 سبتمبر 2015، سجل البديل كين الهدف الخامس لإنجلترا في مباراة الفوز بنتيجة 6–0 سان مارينو ليتأهل من هذه المباراة منتخبه إلى بطولة أمم أوروبا 2016. وسجل كين هدفه الثالث أمام سويسرا في مباراة أخرى بعد ثلاثة أيام، والتي فازو بها 2–0.
في 22 مايو 2016، افتتح كين التسجيل في المباراة الودية ضد تركيا والتي أنتهت 2–0 على ملعب مدينة مانشستر، لكنه أضاع في وقت لاحق ركلة جزاء. ليصبح أول لاعب في إنجلترا يفشل في التسجيل من ركلة جزاء خلال منذ فرانك لامبارد في عام 2010، وأول من يخطأ المرمى منذ بيتر كراوتش في عام 2006. في بطولة أمم أوروبا في فرنسا، تم تكليف كين بالركلات الركنية، وهو تكتيك تم انتقاده من قبل النقاد، ولكن دافع عنه هودجسون، الذي قال إن كين كان الأفضل لهذا الدور.
في 10 يونيو 2017، قاد كين إنجلترا للمرة الأولى في تصفيات كأس العالم 2018 أمام اسكتلندا في هامبدن بارك، وسجل هدف التعادل في الوقت الإضافي لينقذ منتخبه وتنتهي المباراة بالتعادل 2–2. في 5 أكتوبر، أحرز هدفًا في الوقت الإضافي ضد سلوفينيا ليؤكد تأهل إنجلترا لكأس العالم 2018.

### كأس العالم 2018

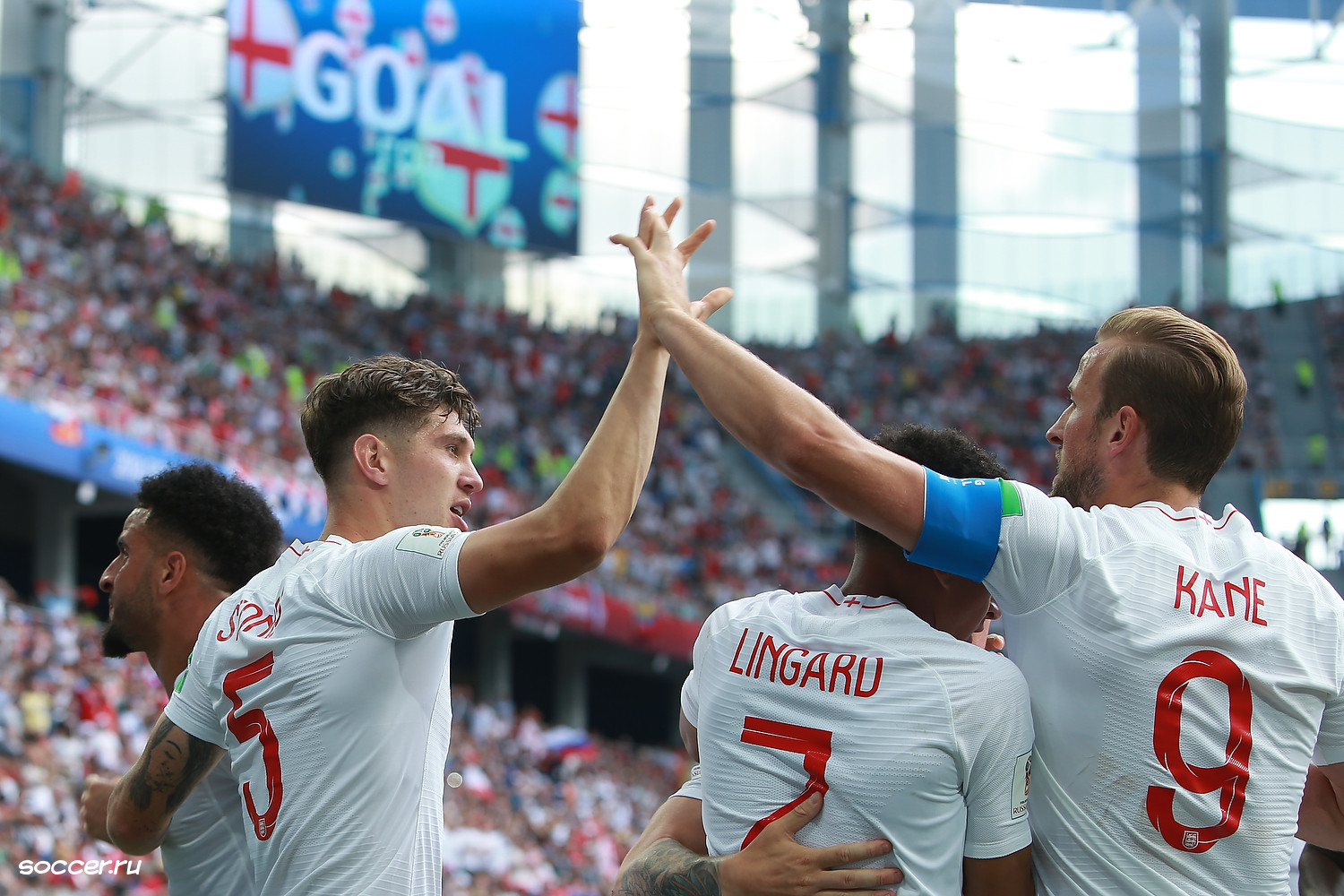
كين (رقم 9) ضد بنما في كأس العالم 2018

استدعي كين للانضمام لتشكيلة المنتخب الوطني الإنجليزي المكونة من 23 لاعباً المشاركة في كأس العالم 2018 وتم اختياره ككابتن للمنتخب وهو بعمر 24 عام. في 18 يونيو، سجل كين هدفي إنجلترا في مباراة الفوز 2–1 على تونس، حيث جاء هدف الفوز في الوقت الضائع في المباراة الافتتاحية للمنتخب في كأس العالم. في المباراة التالية في 24 يونيو، سجل كين هاتريك في مباراة فوز إنجلترا 6–1 على بنما. مع أهدافه الثلاثة ضد بنما، أصبح كين ثالث لاعب إنجليزي يسجل هاتريك في مباراة في كأس العالم، بعد جيوف هورست ضد ألمانيا الغربية في نهائي كأس العالم 1966 وغاري لينيكر ضد بولندا في عام 1986.

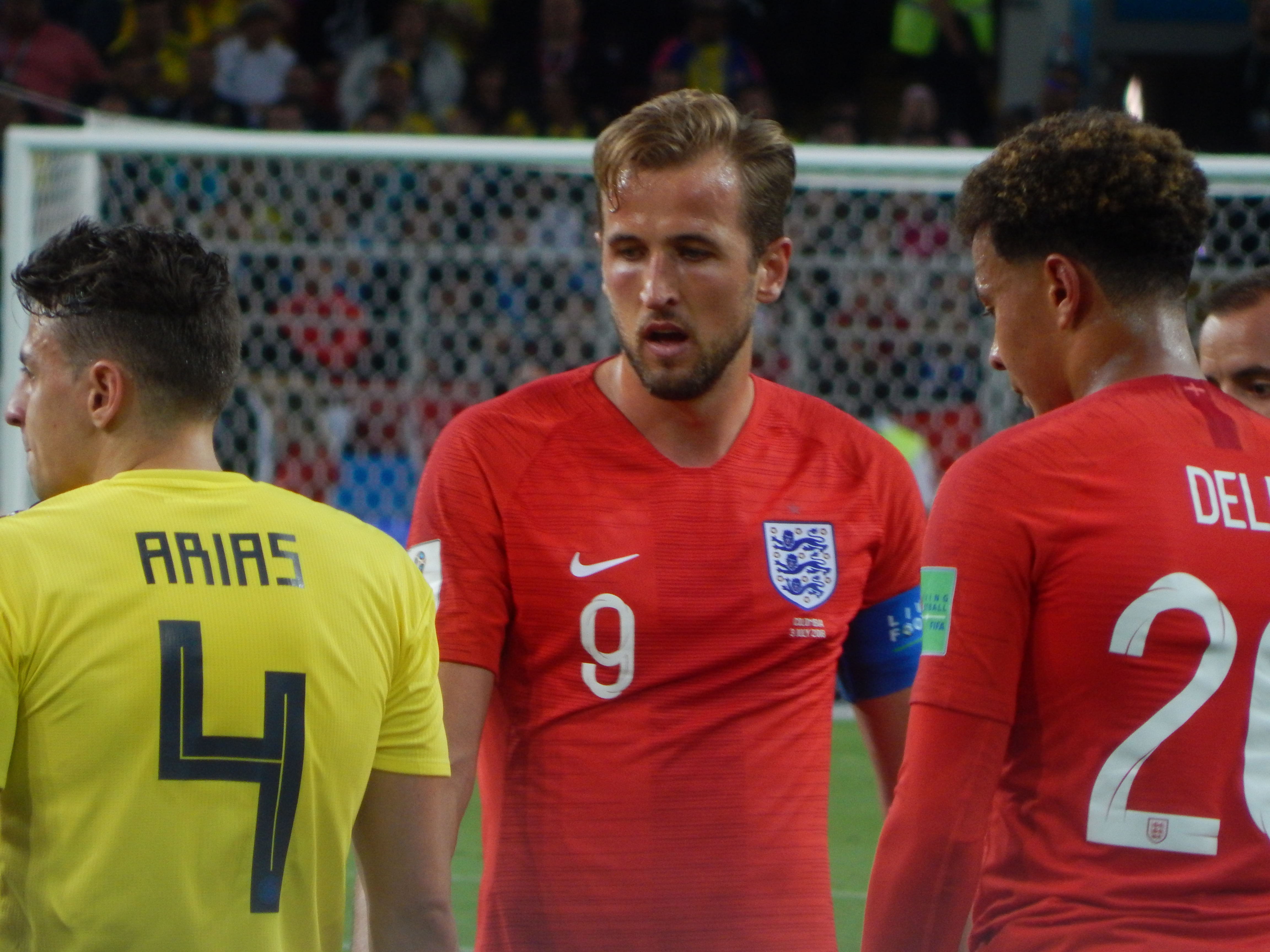
كين (في الوسط) خلال فوز إنجلترا بركلات الترجيح على كولومبيا في كأس العالم 2018

سجل كين هدفه السادس في البطولة حيث تغلبت إنجلترا على كولومبيا في دور الـ16. وسجل ركلة جزاء في المباراة التي انتهت 1–1 بعد 120 دقيقة، وسجل أيضًا في ركلات الترجيح حيث انتصرت إنجلترا 4–3. كانت هذه هي المرة الأولى التي تنجح فيها إنجلترا في الفوز بركلات الترجيح في كأس العالم. لم يسجل كين مرة أخرى لبقية البطولة حيث أنهت إنجلترا في المركز الرابع بعد الخسارة 2–0 من بلجيكا في مباراة تحديد المركز الثالث. ومع ذلك، فإن أهدافه الستة في البطولة أكسبته الحذاء الذهبي كأفضل هداف في كأس العالم، وهو أول لاعب إنجليزي يفوز بالجائزة منذ غاري لينيكر في بطولة 1986.
شهدت استراحة سبتمبر الدولية تقديم دوري الأمم الأوروبية. كانت المباراة الأولى لإنجلترا في 8 سبتمبر 2018 ضد إسبانيا، والتي قادها كين لمدة 90 دقيقة كاملة في مباراة شهدت خسارة إنجلترا 2–1. في 15 أكتوبر، لعبت إنجلترا مع إسبانيا للمرة الثانية في المجموعات، هذه المرة بفوز إنجلترا 3–2؛ حيث صنع كين هدفين من الأهداف الثلاثة. في 14 نوفمبر، قبل المباراة الودية ضد الولايات المتحدة، قدم كين الحذاء الذهبي لواين روني مع إنجلترا تقديراً لـ53 هدفًا سجله التي سجلها روني مع إنجلترا، وهو رقم قياسي جعله أفضل هداف في تاريخ إنجلترا. في مقابلة بعد المباراة التي انتهت بفوز إنجلترا 3–0، كشف روني أنه يريد من هاري كين أن يقدم له الجائزة لأنه يعتقد أن كين سيحطم الرقم ذات يوم. بعد ثلاثة أيام من مباراة الولايات المتحدة، قاد كين إنجلترا في آخر مباراة بالمجموعات في دوري الأمم ضد كرواتيا حيث فاز منتخب الأسود الثلاثة بنتيجة 2–1. صنع كين في البداية هدف جيسي لينغارد في التعادل ثم سجل هدف الفوز الذي جعل إنجلترا تتصدر المجموعة وتتأهل للنهائيات في يونيو 2019.
في تصفيات بطولة أمم أوروبا 2020، تولى كين قيادة المباراة رقم 1000 للمنتخب الإنجليزي، وسجل هاتريك في مرمى الجبل الأسود. رفع هذا رصيده إلى 31، مما جعله يحتل المركز السادس في قائمة أفضل هدافي إنجلترا على الإطلاق، ولكنه جعله أيضًا قائد المنتخب الإنجليزي الأعلى تهديفًا على الإطلاق. أدى الفوز 7–0 أيضًا إلى تأمين تأهل إنجلترا إلى بطولة أمم أوروبا 2020. كان كين في حالة جيدة طوال التصفيات، حيث أصبح أول إنجليزي يسجل في كل مبارايات في التصفيات، حيث سجل ما مجموعه 12 هدفًا.
في مباراة دور الـ16 يوم 29 يونيو 2021، سجل كين الهدف الثاني ضد ألمانيا. كان هذا هو هدفه الأول في البطولة. أسفرت المباراة عن فوز إنجلترا 2–0. وسجل هدفين آخرين في مباراة ربع النهائي ضد أوكرانيا في 3 يوليو. في نصف النهائي ضد الدنمارك، سجل هدف إنجلترا الثاني ليقودهم إلى نهائي بطولة أمم أوروبا 2020.

## حياته الشخصية

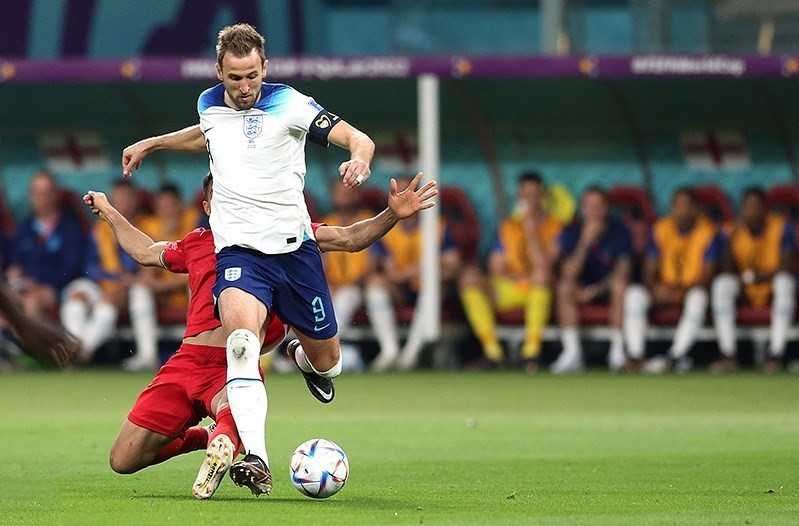
صورة هاري كين في مباراة انكلترا امام ايران في كأس العالم 2022

في مقابلة أجريت في فبراير 2015، قال كين إنه كان على علاقة مع كاتي جودلاند، التي يعرفها منذ الطفولة. في 1 يوليو 2017، أعلن كين خطوبته على جودلاند على حسابه في تويتر، وأعلن في يونيو 2019 أنهما تزوجا.
أعلن كين وجودلاند عن ولادة طفلهما الأول، أيفي جين كين، في 8 يناير 2017. في يناير 2018، أعلن كين أنه وكيت يتوقعان طفلهما الثاني. تم الإعلان عن ولادة ابنتهما الثانية، فيفيان جين كين، في 8 أغسطس 2018. في 18 يوليو 2020، أعلن كين وجودلاند أنهما يتوقعان طفلهما الثالث، وبعد يومين تم الكشف في فيديو عن جنس الجنين وأنه صبي. ولد ابنهما لويس هاري كين في 29 ديسمبر 2020.
يمتنع كين عن شرب الكحول خلال موسم كرة القدم، وابتداءً من عام 2017، قام بتعيين طاهٍ بدوام كامل لتحسين تغذيته. يلعب الغولف في وقت فراغه.
تم تعيين كين عضوًا في رتبة الإمبراطورية البريطانية (MBE) في العام الجديد مع مرتبة الشرف لعام 2019 لخدماته في كرة القدم.

## الإحصائيات

### النادي
آخر تحديث 22 نوفمبر 2024.
| النادي                | الموسم   | الدوري                         | الدوري | الدوري  | كأس الاتحاد | كأس الاتحاد | كأس الرابطة | كأس الرابطة | أوروبا | أوروبا  | أخرى   | أخرى    | المجموع | المجموع |
| النادي                | الموسم   | الدرجة                         | الظهور | الأهداف | الظهور      | الأهداف     | الظهور      | الأهداف     | الظهور | الأهداف | الظهور | الأهداف | الظهور  | الأهداف |
| --------------------- | -------- | ------------------------------ | ------ | ------- | ----------- | ----------- | ----------- | ----------- | ------ | ------- | ------ | ------- | ------- | ------- |
| توتنهام هوتسبير       | 2010–11  | الدوري الإنجليزي               | 0      | 0       | —           | —           | 0           | 0           | 0      | 0       | —      | —       | 0       | 0       |
| توتنهام هوتسبير       | 2011–12  | الدوري الإنجليزي               | 0      | 0       | —           | —           | 0           | 0           | 6      | 1       | —      | —       | 6       | 1       |
| توتنهام هوتسبير       | 2012–13  | الدوري الإنجليزي               | 1      | 0       | —           | —           | —           | —           | 0      | 0       | —      | —       | 1       | 0       |
| توتنهام هوتسبير       | 2013–14  | الدوري الإنجليزي               | 10     | 3       | 0           | 0           | 2           | 1           | 7      | 0       | —      | —       | 19      | 4       |
| توتنهام هوتسبير       | 2014–15  | الدوري الإنجليزي               | 34     | 21      | 2           | 0           | 6           | 3           | 9      | 7       | —      | —       | 51      | 31      |
| توتنهام هوتسبير       | 2015–16  | الدوري الإنجليزي               | 38     | 25      | 4           | 1           | 1           | 0           | 7      | 2       | —      | —       | 50      | 28      |
| توتنهام هوتسبير       | 2016–17  | الدوري الإنجليزي               | 30     | 29      | 3           | 4           | 0           | 0           | 5      | 2       | —      | —       | 38      | 35      |
| توتنهام هوتسبير       | 2017–18  | الدوري الإنجليزي               | 37     | 30      | 4           | 4           | 0           | 0           | 7      | 7       | —      | —       | 48      | 41      |
| توتنهام هوتسبير       | 2018–19  | الدوري الإنجليزي               | 28     | 17      | 1           | 1           | 2           | 1           | 9      | 5       | —      | —       | 40      | 24      |
| توتنهام هوتسبير       | 2019–20  | الدوري الإنجليزي               | 29     | 18      | 0           | 0           | 0           | 0           | 5      | 6       | —      | —       | 34      | 24      |
| توتنهام هوتسبير       | 2020–21  | الدوري الإنجليزي               | 35     | 23      | 2           | 1           | 4           | 1           | 8      | 8       | —      | —       | 49      | 33      |
| توتنهام هوتسبير       | 2021–22  | الدورى الإنجليزى               | 37     | 17      | 3           | 3           | 5           | 1           | 6      | 6       | —      | —       | 51      | 27      |
| توتنهام هوتسبير       | 2022–23  | الدورى الإنجليزى               | 38     | 30      | 2           | 1           | 1           | 0           | 8      | 1       | —      | —       | 48      | 32      |
| توتنهام هوتسبير       | المجموع  | المجموع                        | 317    | 213     | 21          | 15          | 20          | 7           | 77     | 45      | —      | —       | 435     | 280     |
| ‌ليتون أوريينت (إعارة) | 2010–11  | الدوري الإنجليزي الدرجة الأولى | 18     | 5       | 0           | 0           | —           | —           | —      | —       | —      | —       | 18      | 5       |
| ميلوول (إعارة)        | 2011–12  | دوري البطولة الإنجليزية        | 22     | 7       | 5           | 2           | —           | —           | —      | —       | —      | —       | 27      | 9       |
| نورويتش سيتي (إعارة)  | 2012–13  | الدوري الإنجليزي               | 3      | 0       | 1           | 0           | 1           | 0           | —      | —       | —      | —       | 5       | 0       |
| ليستر سيتي (إعارة)    | 2012–13  | دوري البطولة الإنجليزية        | 13     | 2       | —           | —           | —           | —           | —      | —       | 2      | 0       | 15      | 2       |
| بايرن ميونخ           | 2023–24  | الدوري الألماني                | 32     | 36      | 0           | 0           | —           | —           | 12     | 8       | 1      | 0       | 45      | 44      |
| بايرن ميونخ           | 2024–25  | الدوري الألماني                | 11     | 14      | 2           | 1           | —           | —           | 4      | 5       | —      | —       | 16      | 17      |
| بايرن ميونخ           | المجموع  | المجموع                        | 43     | 50      | 2           | 1           | —           | —           | 16     | 13      | 1      | 0       | 62      | 64      |
| الإجمالي              | الإجمالي | الإجمالي                       | 417    | 277     | 29          | 18          | 22          | 7           | 92     | 58      | 3      | 0       | 562     | 360     |

1. 1 2 3 4 5  المباريات في الدوري الأوروبي
2. ↑  ثلاث مباريات وهدفين في دوري أبطال أوروبا، مباراتين المباريات الدوري الأوروبي
3. 1 2 3 4 5 6  المباريات في دوري أبطال أوروبا
4. ↑  المباريات في تصفيات دوري البطولة الإنجليزية
5. ↑  المباراة في كأس السوبر الألماني

### المنتخب
آخر تحديث 10 ديسمبر 2022.
| المنتخب | العام   | الظهور | الأهداف |
| ------- | ------- | ------ | ------- |
| إنجلترا | 2015    | 8      | 3       |
| إنجلترا | 2016    | 9      | 2       |
| إنجلترا | 2017    | 6      | 7       |
| إنجلترا | 2018    | 12     | 8       |
| إنجلترا | 2019    | 10     | 12      |
| إنجلترا | 2020    | 6      | 0       |
| إنجلترا | 2021    | 16     | 16      |
| إنجلترا | 2022    | 13     | 5       |
| المجموع | المجموع | 80     | 53      |

### الأهداف الدولية
اعتبارًا من 1 يوليو 2024. قائمة الأهداف والنتائج مع المنتخب الإنجليزي الأول فقط.
| #  | التاريخ        | المكان                                          | المباراة | الخصم            | الهدف | النتيجة                | المسابقة                       | م.      |
| -- | -------------- | ----------------------------------------------- | -------- | ---------------- | ----- | ---------------------- | ------------------------------ | ------- |
| 1  | 27 مارس 2015   | ملعب ويمبلي، لندن، إنجلترا                      | 1        | ليتوانيا         | 4–0   | 4–0                    | تصفيات بطولة أمم أوروبا 2016   | [ 215 ] |
| 2  | 5 سبتمبر 2015  | ملعب سان مارينو، سرافاله، سان مارينو            | 3        | سان مارينو       | 5–0   | 6–0                    | تصفيات بطولة أمم أوروبا 2016   | [ 216 ] |
| 3  | 8 سبتمبر 2015  | ملعب ويمبلي، لندن، إنجلترا                      | 4        | سويسرا           | 1–0   | 2–0                    | تصفيات بطولة أمم أوروبا 2016   | [ 217 ] |
| 4  | 26 مارس 2016   | الملعب الأولمبي، برلين، ألمانيا                 | 9        | ألمانيا          | 1–2   | 3–2                    | ودية                           | [ 218 ] |
| 5  | 22 مايو 2016   | ملعب مدينة مانشستر، مانشستر، إنجلترا            | 11       | تركيا            | 1–0   | 2–1                    | ودية                           | [ 219 ] |
| 6  | 10 يونيو 2017  | هامبدن بارك، غلاسكو، إسكتلندا                   | 18       | إسكتلندا         | 2–2   | 2–2                    | تصفيات كأس العالم 2018         | [ 220 ] |
| 7  | 13 يونيو 2017  | ملعب فرنسا، سان دوني، فرنسا                     | 19       | فرنسا            | 1–0   | 2–3                    | ودية                           | [ 221 ] |
| 8  | 13 يونيو 2017  | ملعب فرنسا، سان دوني، فرنسا                     | 19       | فرنسا            | 2–2   | 2–3                    | ودية                           | [ 221 ] |
| 9  | 1 سبتمبر 2017  | ملعب تاكالي الوطني، تاكالي، مالطا               | 20       | مالطا            | 1–0   | 4–0                    | تصفيات كأس العالم 2018         | [ 222 ] |
| 10 | 1 سبتمبر 2017  | ملعب تاكالي الوطني، تاكالي، مالطا               | 20       | مالطا            | 4–0   | 4–0                    | تصفيات كأس العالم 2018         | [ 222 ] |
| 11 | 5 أكتوبر 2017  | ملعب ويمبلي، لندن، إنجلترا                      | 22       | سلوفينيا         | 1–0   | 1–0                    | تصفيات كأس العالم 2018         | [ 223 ] |
| 12 | 8 أكتوبر 2017  | ملعب إل إف إف، فيلنيوس، ليتوانيا                | 23       | ليتوانيا         | 1–0   | 1–0                    | تصفيات كأس العالم 2018         | [ 224 ] |
| 13 | 2 يونيو 2018   | ملعب ويمبلي، لندن، إنجلترا                      | 24       | نيجيريا          | 2–0   | 2–1                    | ودية                           | [ 225 ] |
| 14 | 18 يونيو 2018  | فولغوغراد أرينا، فولغوغراد، روسيا               | 25       | تونس             | 1–0   | 2–1                    | كأس العالم 2018                | [ 226 ] |
| 15 | 18 يونيو 2018  | فولغوغراد أرينا، فولغوغراد، روسيا               | 25       | تونس             | 2–1   | 2–1                    | كأس العالم 2018                | [ 226 ] |
| 16 | 24 يونيو 2018  | ملعب نيجني نوفغورود، نيجني نوفغورود، روسيا      | 26       | بنما             | 2–0   | 6–1                    | كأس العالم 2018                | [ 227 ] |
| 17 | 24 يونيو 2018  | ملعب نيجني نوفغورود، نيجني نوفغورود، روسيا      | 26       | بنما             | 5–0   | 6–1                    | كأس العالم 2018                | [ 227 ] |
| 18 | 24 يونيو 2018  | ملعب نيجني نوفغورود، نيجني نوفغورود، روسيا      | 26       | بنما             | 6–0   | 6–1                    | كأس العالم 2018                | [ 227 ] |
| 19 | 3 يوليو 2018   | أوتكريتيي أرينا، موسكو، روسيا                   | 27       | كولومبيا         | 1–0   | 1–1 (ب.و.إ.)، (4–3 ج.) | كأس العالم 2018                | [ 228 ] |
| 20 | 18 نوفمبر 2018 | ملعب ويمبلي، لندن، إنجلترا                      | 35       | كرواتيا          | 2–1   | 2–1                    | دوري الأمم الأوروبية 2018–19 أ | [ 229 ] |
| 21 | 22 مارس 2019   | ملعب ويمبلي، لندن، إنجلترا                      | 36       | جمهورية التشيك   | 2–0   | 5–0                    | تصفيات بطولة أمم أوروبا 2020   | [ 230 ] |
| 22 | 25 مارس 2019   | ملعب مدينة بودغوريتسا، بودغوريتسا، الجبل الأسود | 37       | الجبل الأسود     | 4–1   | 5–1                    | تصفيات بطولة أمم أوروبا 2020   | [ 231 ] |
| 23 | 7 سبتمبر 2019  | ملعب ويمبلي، لندن، إنجلترا                      | 40       | بلغاريا          | 1–0   | 4–0                    | تصفيات بطولة أمم أوروبا 2020   | [ 232 ] |
| 24 | 7 سبتمبر 2019  | ملعب ويمبلي، لندن، إنجلترا                      | 40       | بلغاريا          | 2–0   | 4–0                    | تصفيات بطولة أمم أوروبا 2020   | [ 232 ] |
| 25 | 7 سبتمبر 2019  | ملعب ويمبلي، لندن، إنجلترا                      | 40       | بلغاريا          | 4–0   | 4–0                    | تصفيات بطولة أمم أوروبا 2020   | [ 232 ] |
| 26 | 10 سبتمبر 2019 | ملعب ساينت ماري، ساوثهامبتون، إنجلترا           | 41       | كوسوفو           | 2–1   | 5–3                    | تصفيات بطولة أمم أوروبا 2020   | [ 233 ] |
| 27 | 11 أكتوبر 2019 | ملعب سينوبو، براغ، جمهورية التشيك               | 42       | جمهورية التشيك   | 1–0   | 1–2                    | تصفيات بطولة أمم أوروبا 2020   | [ 234 ] |
| 28 | 14 أكتوبر 2019 | ملعب فاسيل ليفسكي الوطني، صوفيا، بلغاريا        | 43       | بلغاريا          | 6–0   | 6–0                    | تصفيات بطولة أمم أوروبا 2020   | [ 235 ] |
| 29 | 14 نوفمبر 2019 | ملعب ويمبلي، لندن، إنجلترا                      | 44       | الجبل الأسود     | 2–0   | 7–0                    | تصفيات بطولة أمم أوروبا 2020   | [ 236 ] |
| 30 | 14 نوفمبر 2019 | ملعب ويمبلي، لندن، إنجلترا                      | 44       | الجبل الأسود     | 3–0   | 7–0                    | تصفيات بطولة أمم أوروبا 2020   | [ 236 ] |
| 31 | 14 نوفمبر 2019 | ملعب ويمبلي، لندن، إنجلترا                      | 44       | الجبل الأسود     | 5–0   | 7–0                    | تصفيات بطولة أمم أوروبا 2020   | [ 236 ] |
| 32 | 17 نوفمبر 2019 | ملعب فاضل فوكري، بريشتينا، كوسوفو               | 45       | كوسوفو           | 2–0   | 4–0                    | تصفيات بطولة أمم أوروبا 2020   | [ 237 ] |
| 33 | 28 مارس 2021   | الساحة الوطنية، تيرانا، ألبانيا                 | 52       | ألبانيا          | 1–0   | 2–0                    | تصفيات كأس العالم 2022         | [ 238 ] |
| 34 | 31 مارس 2021   | ملعب ويمبلي، لندن، إنجلترا                      | 53       | بولندا           | 1–0   | 2–1                    | تصفيات كأس العالم 2022         | [ 239 ] |
| 35 | 29 يونيو 2021  | ملعب ويمبلي، لندن، إنجلترا                      | 58       | ألمانيا          | 2–0   | 2–0                    | بطولة أمم أوروبا 2020          | [ 240 ] |
| 36 | 3 يونيو 2021   | ملعب أولمبيكو، روما، إيطاليا                    | 59       | أوكرانيا         | 1–0   | 4–0                    | بطولة أمم أوروبا 2020          | [ 241 ] |
| 37 | 3 يونيو 2021   | ملعب أولمبيكو، روما، إيطاليا                    | 59       | أوكرانيا         | 3–0   | 4–0                    | بطولة أمم أوروبا 2020          | [ 241 ] |
| 38 | 7 يوليو 2021   | ملعب ويمبلي، لندن، إنجلترا                      | 60       | الدنمارك         | 2–1   | 2–1 (ب.و.إ.)           | بطولة أمم أوروبا 2020          | [ 191 ] |
| 39 | 2 سبتمبر 2021  | بوشكاش أرينا، بودابست، المجر                    | 62       | المجر            | 2–0   | 4–0                    | تصفيات كأس العالم 2022         |         |
| 40 | 2 سبتمبر 2021  | ملعب ويمبلي، لندن، إنجلترا                      | 63       | أندورا           | 2–0   | 4–0                    | تصفيات كأس العالم 2022         |         |
| 41 | 8 سبتمبر 2021  |                                                 | 64       | بولندا           | 1–0   | 1–1                    | تصفيات كأس العالم 2022         |         |
| 42 | 12 نوفمبر 2021 | ملعب ويمبلي، لندن، إنجلترا                      | 66       | ألبانيا          | 2–0   | 5–0                    | تصفيات كأس العالم 2022         |         |
| 43 | 12 نوفمبر 2021 | ملعب ويمبلي، لندن، إنجلترا                      | 66       | ألبانيا          | 4–0   | 5–0                    | تصفيات كأس العالم 2022         |         |
| 44 | 12 نوفمبر 2021 | ملعب ويمبلي، لندن، إنجلترا                      | 66       | ألبانيا          | 5–0   | 5–0                    | تصفيات كأس العالم 2022         |         |
| 45 | 15 نوفمبر 2021 | ملعب سان مارينو، سرافاله، سان مارينو            | 67       | سان مارينو       | 3–0   | 10–0                   | تصفيات كأس العالم 2022         |         |
| 46 | 15 نوفمبر 2021 | ملعب سان مارينو، سرافاله، سان مارينو            | 67       | سان مارينو       | 4–0   | 10–0                   | تصفيات كأس العالم 2022         |         |
| 47 | 15 نوفمبر 2021 | ملعب سان مارينو، سرافاله، سان مارينو            | 67       | سان مارينو       | 5–0   | 10–0                   | تصفيات كأس العالم 2022         |         |
| 48 | 15 نوفمبر 2021 | ملعب سان مارينو، سرافاله، سان مارينو            | 67       | سان مارينو       | 6–0   | 10–0                   | تصفيات كأس العالم 2022         |         |
| 49 | 26 مارس 2021   | ملعب ويمبلي، لندن، إنجلترا                      | 68       | سويسرا           | 2–1   | 2–1                    | ودية                           |         |
| 50 | 7 يونيو 2022   | أليانز أرينا، ميونخ، ألمانيا                    | 71       | ألمانيا          | 1–1   | 1–1                    | دوري الأمم الأوروبية 2022–23   |         |
| 51 | 26 سبتمبر 2022 | ملعب ويمبلي، لندن، إنجلترا                      | 74       | ألمانيا          | 3–2   | 3–3                    | دوري الأمم الأوروبية 2022–23   |         |
| 52 | 4 ديسمبر 2022  | استاد البيت، الدوحة، قطر                        | 77       | السنغال          | 2–0   | 3–0                    | كأس العالم 2022                |         |
| 53 | 10 ديسمبر 2022 | استاد البيت، الدوحة، قطر                        | 78       | فرنسا            | 1–1   | 1–2                    | كأس العالم 2022                |         |
| 54 | 23 مارس 2023   | ملعب دييغو أرماندو مارادونا، نابولي، إيطاليا    | 80       | إيطاليا          | 2–0   | 2–1                    | تصفيات بطولة أمم أوروبا 2024   |         |
| 55 | 26 مارس 2023   | ملعب ويمبلي، لندن، إنجلترا                      | 81       | أوكرانيا         | 2–0   | 3–0                    | تصفيات بطولة أمم أوروبا 2024   |         |
| 56 | 16 يونيو 2023  |                                                 | 82       | مالطا            | 3–0   | 4–0                    | تصفيات بطولة أمم أوروبا 2024   |         |
| 57 | 19 يونيو 2023  | ملعب أولد ترافورد ، مانشستر ، إنجلترا           | 83       | مقدونيا الشمالية | 1–0   | 7–0                    | تصفيات بطولة أمم أوروبا 2024   |         |
| 58 | 19 يونيو 2023  | ملعب أولد ترافورد ، مانشستر ، إنجلترا           | 83       | مقدونيا الشمالية | 7–0   | 7–0                    | تصفيات بطولة أمم أوروبا 2024   |         |
| 59 | 12 سبتمبر 2023 | هامبدن بارك، غلاسكو، إسكتلندا                   | 85       | إسكتلندا         | 3–1   | 3–1                    | ودية                           |         |
| 60 | 17 أكتوبر 2023 | ملعب ويمبلي، لندن، إنجلترا                      | 86       | إيطاليا          | 1–1   | 3–1                    | تصفيات بطولة أمم أوروبا 2024   |         |
| 61 | 17 أكتوبر 2023 | ملعب ويمبلي، لندن، إنجلترا                      | 86       | إيطاليا          | 3–1   | 3–1                    | تصفيات بطولة أمم أوروبا 2024   |         |
| 62 | 17 نوفمبر 2023 | ملعب ويمبلي، لندن، إنجلترا                      | 87       | مالطا            | 2–0   | 2–0                    | تصفيات بطولة أمم أوروبا 2024   |         |
| 63 | 3 يونيو 2024   | ملعب سانت جيمس بارك، نيوكاسل، إنجلترا           | 89       | البوسنة والهرسك  | 3–0   | 3–0                    | ودية                           |         |
| 64 | 20 يونيو 2024  |                                                 | 92       | الدنمارك         | 1–0   | 1–1                    | بطولة أمم أوروبا 2024          |         |
| 65 | 30 يونيو 2024  |                                                 | 94       | سلوفاكيا         | 2–1   | 2–1 (ب.و.إ.)           | بطولة أمم أوروبا 2024          |         |

## الإنجازات

### النادي
توتنهام هوتسبير
- كأس رابطة الأندية الإنجليزية المحترفة الوصيف: 2014–15[242]
- دوري أبطال أوروبا الوصيف: 2018–19[243]

 بايرن ميونخ
- الدوري الألماني: 2024–25
- كأس السوبر الألماني: 2024-25

### المنتخب
إنجلترا
- كأس العالم المركز الرابع: 2018

### الفردية
- أفضل لاعب شاب في ميلوول: 2011–12
- لاعب الشهر في الدوري الإنجليزي الممتاز لكرة القدم: يناير 2015، فبراير 2015، مارس 2016، فبراير 2017، سبتمبر 2017، ديسمبر 2017.[3]
- فريق العام من اتحاد لاعبي كرة القدم المحترفين: الدوري الإنجليزي 2014–15،[244] الدوري الإنجليزي 2015–16،[245] الدوري الإنجليزي 2016–17،[246] الدوري الإنجليزي 2017–18،[247] الدوري الإنجليزي 2020–21.[248]
- جائزة أفضل لاعب شاب في إنجلترا: 2014–15[249]
- أفضل لاعب في توتنهام هوتسبير: 2014–15.[250]
- جائزة الحذاء الذهبي في الدوري الإنجليزي الممتاز: 2015–16،[251] 2016–17،[252] 2020–21[3]
- جائزة أفضل صانع لعب في الدوري الإنجليزي الممتاز: 2020–21[3]
- لاعب العام من قبل مشجعي رابطة اللاعبين المحترفين: 2016–17[253]
- لاعب العام من اتحاد مشجعي كرة القدم: 2017[254]
- لاعب العام في إنجلترا: 2017،[255] 2018[256]
- فيفبرو الفريق الخامس: 2017[257]
- الحذاء الذهبي في كأس العالم: 2018 (6 أهداف)[258][259]
- فريق الأحلام في كأس العالم: 2018
- جائزة أفضل لاعب في الدوري الإنجليزي الممتاز في لندن: 2018،[260] 2021[261]

#### أرقام قياسية
- ثالث لاعب بتاريخ الدوري الإنجليزي الممتاز يسجل +25 هدفًا في ثلاث مواسم متتالية بعد آلان شيرر وتييري هنري.
- أول مهاجم من منتخب إنجلترا يسجل في جميع مبارياته الثلاث الأولى في كأس العالم.
- أكثر لاعب من منتخب إنجلترا تسجيلًا للأهداف بنسخة واحدة من كأس العالم بـ6 أهداف (بالتساوي مع غاري لينيكر).
- أكثر مهاجم سجل هاتريك (6) في عام واحد بتاريخ الدوري الإنجليزي الممتاز.
- أكثر لاعب تسجيلًا للأهداف خلال عام واحد بتاريخ الدوري الإنجليزي الممتاز.
- الأكثر تسجيلًا في الدوريات الخمس الكبرى خلال عام 2017 بـ56 هدفًا
- أكثر لاعب فاز بجائزة لاعب الشهر في الدوري الإنجليزي الممتاز (6) مرات (بالتساوي مع ستيفن جيرارد).
- هداف توتنهام هوتسبير التاريخي في الدوري الإنجليزي الممتاز.
- ثاني أسرع لاعب يصل إلى 100 هدف في الدوري الإنجليزي الممتاز بعد آلان شيرر.
- رابع أصغر لاعب يصل إلى 100 هدف في الدوري الإنجليزي الممتاز.
- أول لاعب بتاريخ دوري أبطال أوروبا يسجل 9 أهداف في أول 9 مباريات له في البطولة.

الأوسمة
- رتبة الإمبراطورية البريطانية: 2019[202]

## وصلات خارجية
- هاري كين على موقع الاتحاد الدولي (مؤرشف)  (الإنجليزية)
- هاري كين على موقع الاتحاد الأوربي (الإنجليزية)
- هاري كين على موقع إي إس بي إن إف سي (الإنجليزية)
- هاري كين على موقع قاعدة بيانات كرة القدم.إي يو (الإنجليزية)
- هاري كين على موقع ليكيب (الفرنسية)
- هاري كين على موقع ناشيونال فوتبول تيمز (الإنجليزية)
- هاري كين على موقع Soccerbase.com (لاعب) (الإنجليزية)
- هاري كين على موقع Soccerway.com (الإنجليزية)
- هاري كين على موقع عالم كرة القدم.نت (الإنجليزية)
- هاري كين على موقع كووورة